# (2756) Dzhangar
(2756) Dzhangar (1974 SG1; 1956 EH; 1970 SN; 1978 QU1) ist ein ungefähr fünf Kilometer großer Asteroid des mittleren Hauptgürtels, der am 19. September 1974 von der russischen (damals: Sowjetunion) Astronomin Ljudmila Iwanowna Tschernych am Krim-Observatorium (Zweigstelle Nautschnyj) auf der Halbinsel Krim (IAU-Code 095) entdeckt wurde.

## Benennung
(2756) Dzhangar wurde nach Dschangar, einem kalmückischen Epos, benannt. Dieses Epos handelt von den Hoffnungen, Träumen und Kämpfen der Kalmücken.